# Kaple svatého Václava (Prachová)
Kaple svatého Václava v zaniklé vsi Prachová se nachází na katastrálním území Encovan severně od Polep v okrese Litoměřice v Ústeckém kraji. Z klasicistní kaple, označované v některých zdrojích jako kostel, zůstaly zachovány již jen obvodové zdi, věž a dva oblouky z původní klenby. Kaple je chráněna jako kulturní památka České republiky a je rovněž zařazena na seznam ohrožených kulturních památek.

## Historie
Ves Prachová, ve které stával kostel svatého Mikuláše, bývala v letech 1275 a 1386 majetkem chotěšovského kláštera. Prachová však zanikla již za husitských válek (1419 až 1434), podle jiných zdrojů však její definitivní konec přinesla až třicetiletá válka (1618–1648).
Rozměrná  kaple sv. Václava byla na troskách starého kostela postavena v roce 1835. Její výstavba nebyla pokusem o oživení bývalé obce, měla být pouze hřbitovní kaplí pro Hrušovany a Encovany. Nový hřbitov společný pro obě vesnice (starý hrušovanský hřbitov obklopuje místní kostel Narození Panny Marie) se nachází asi 0,5 km z kopce od kaple. 
Po roce 1948 kaple zpustla poté, co z ní byla sejmuta krytina, která byla použita pro kravín JZD.
Kaple je v soukromém vlastnictví.

## Fotogalerie

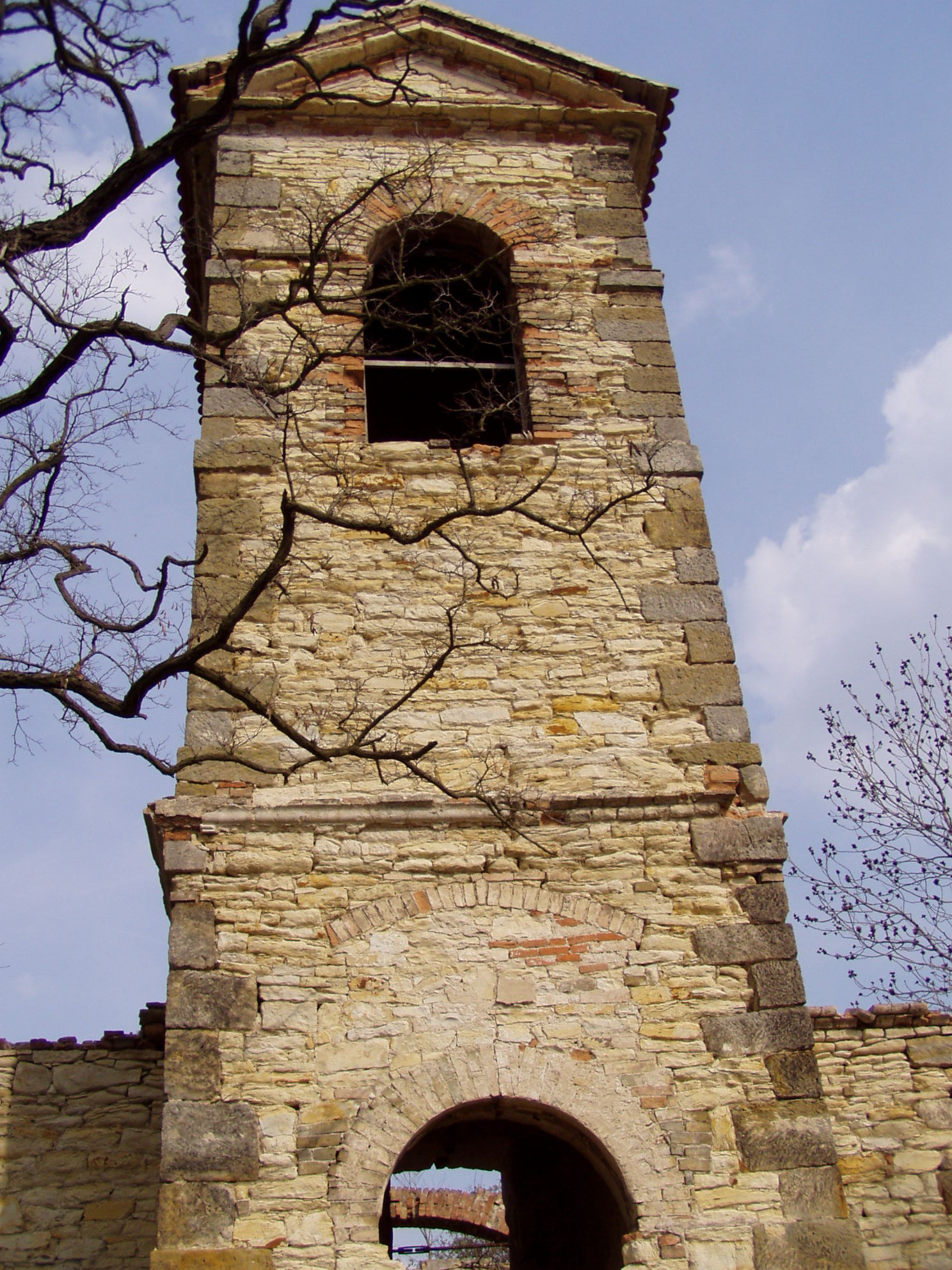
Věž (2006)
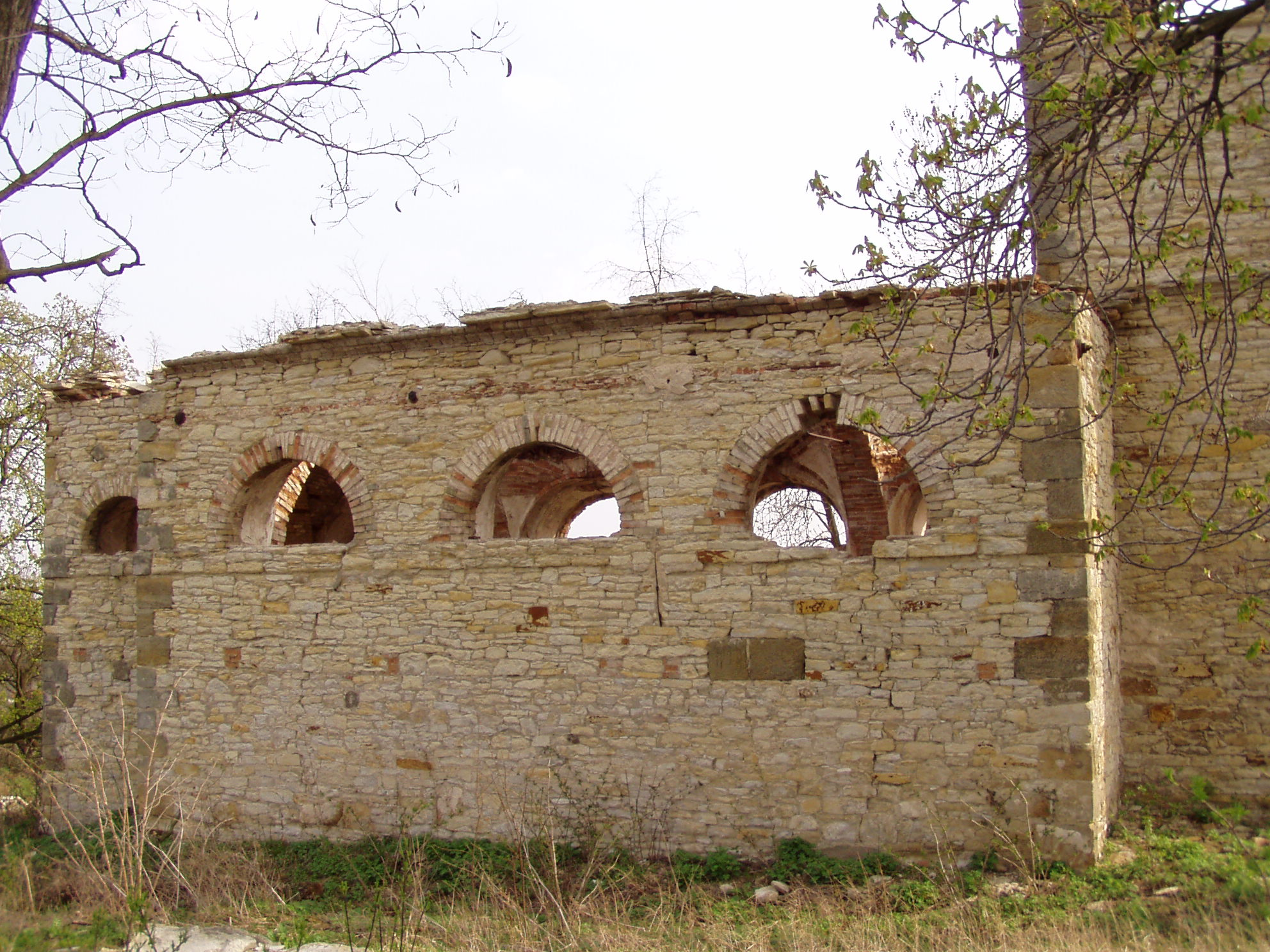
Boční pohled (2006)
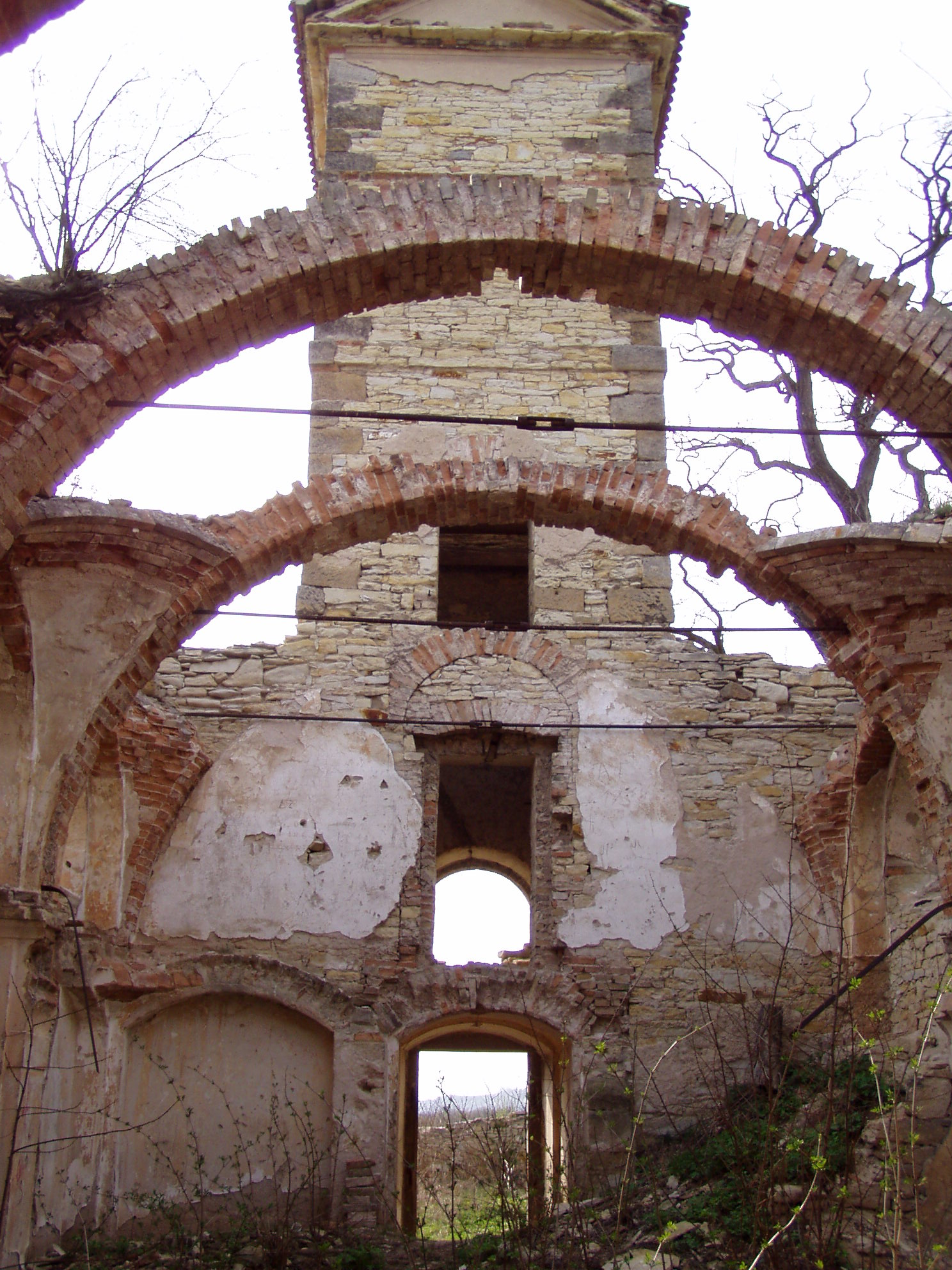
Interiér (2006)
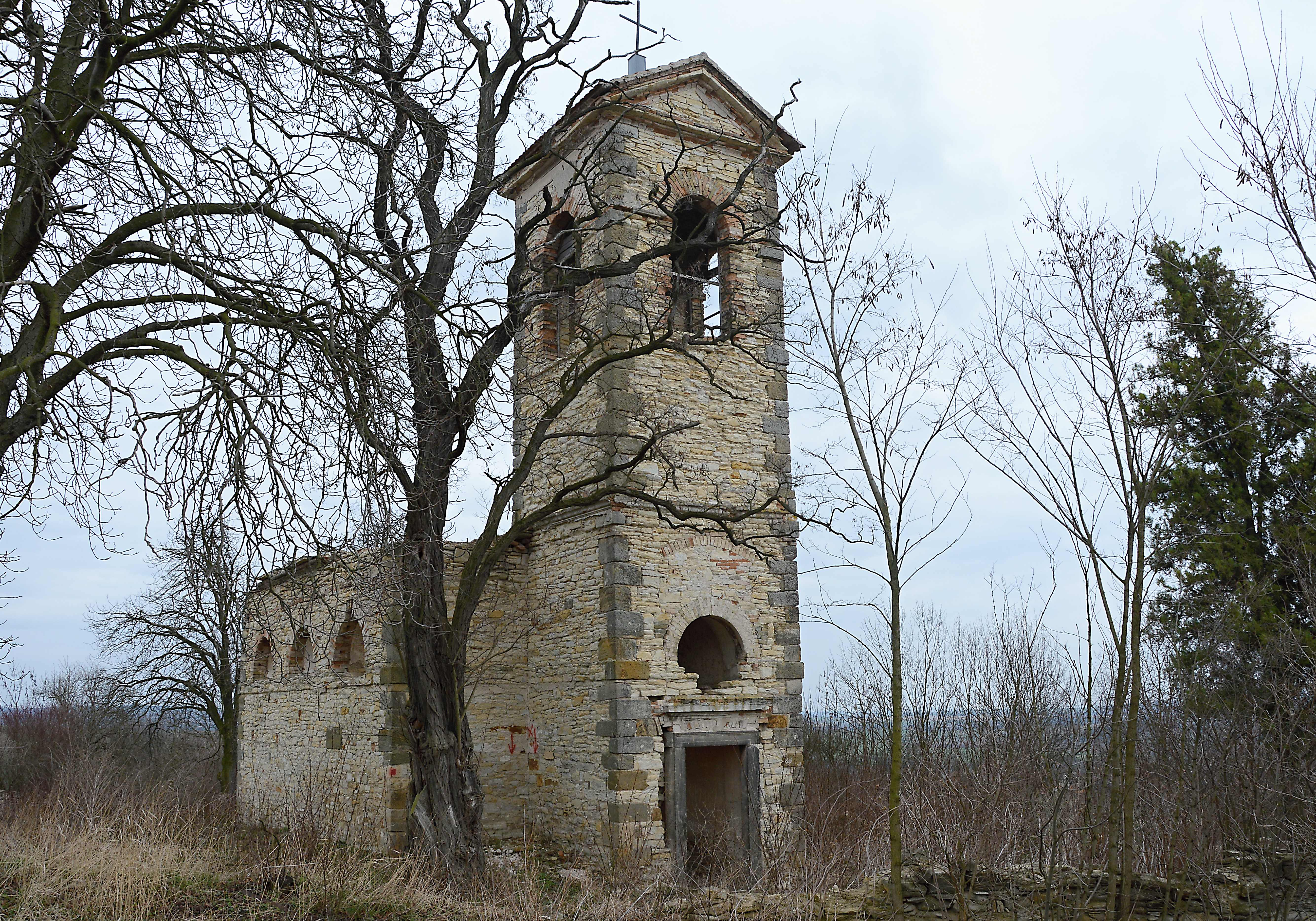
Celkový pohled (2017)
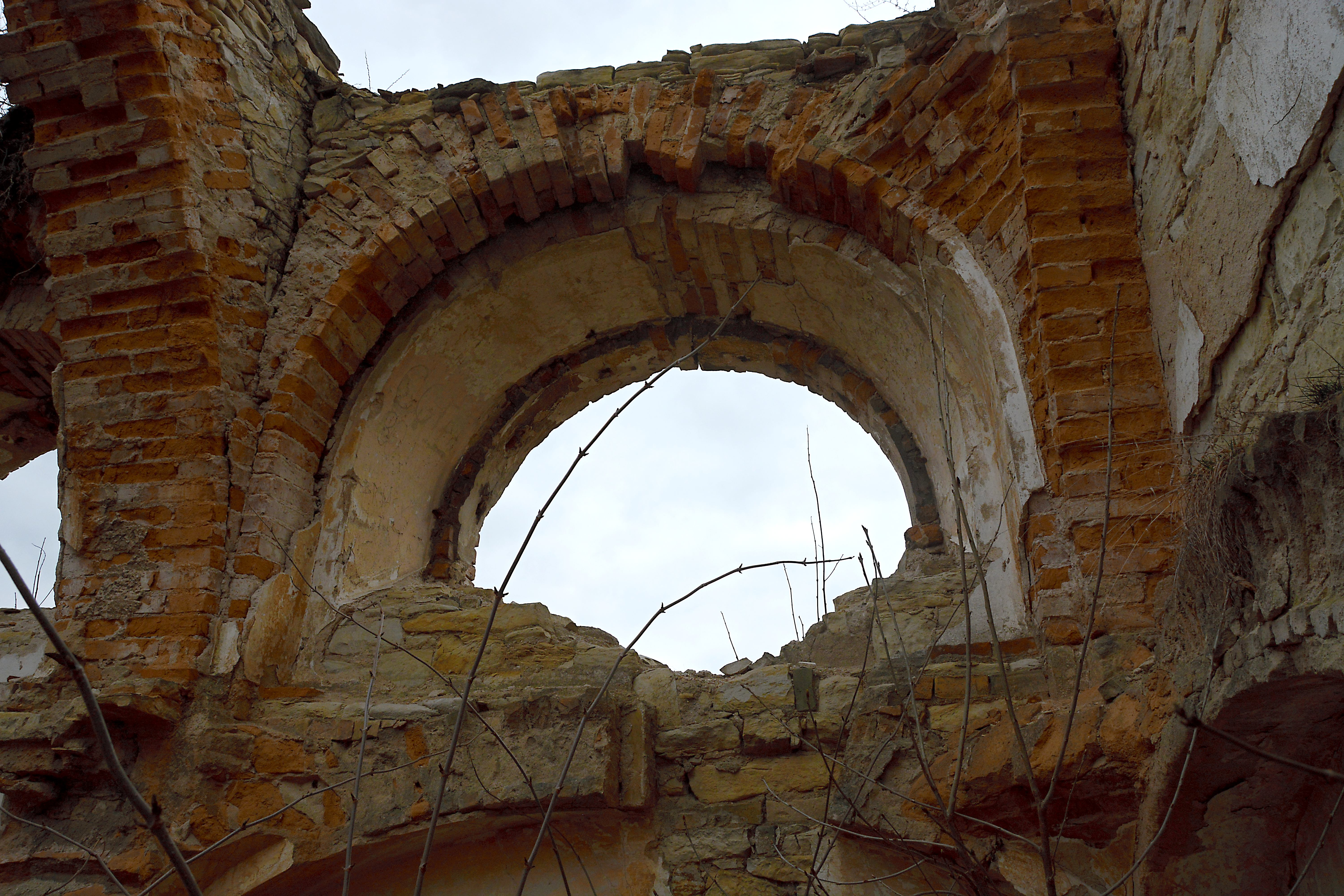
Okno (2017)
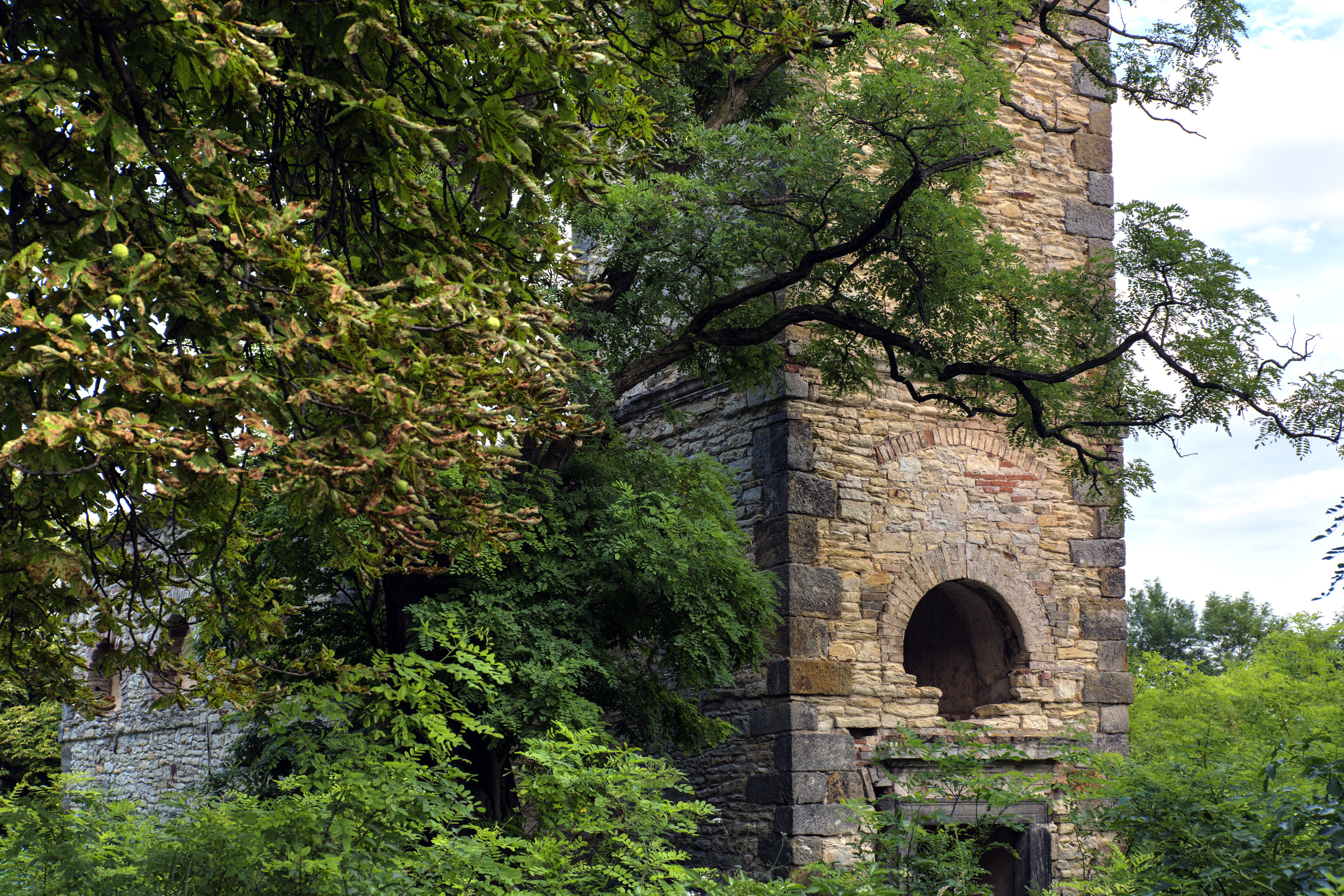
Kaple zarostlá v zeleni (2017)
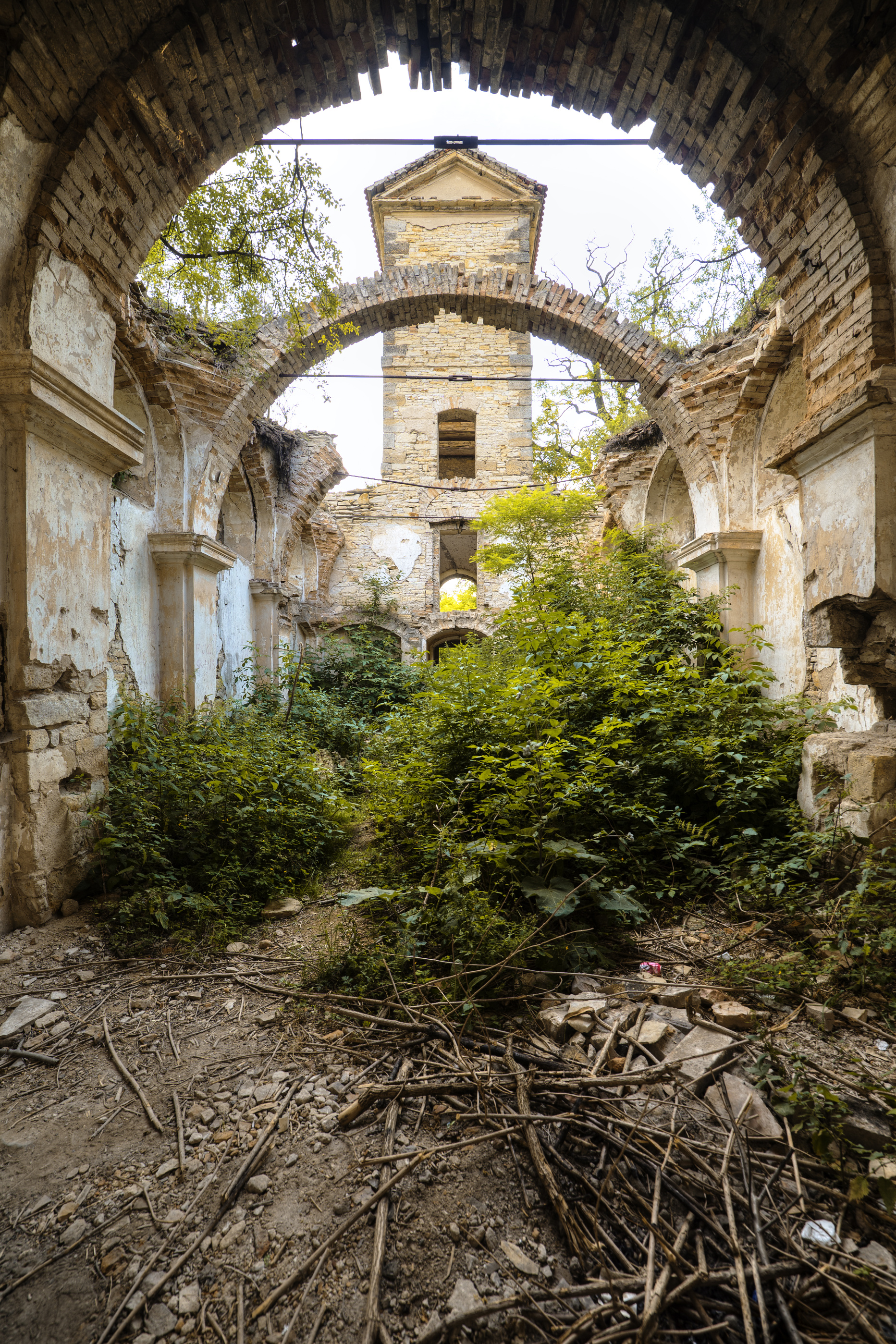
Interiér (2017)
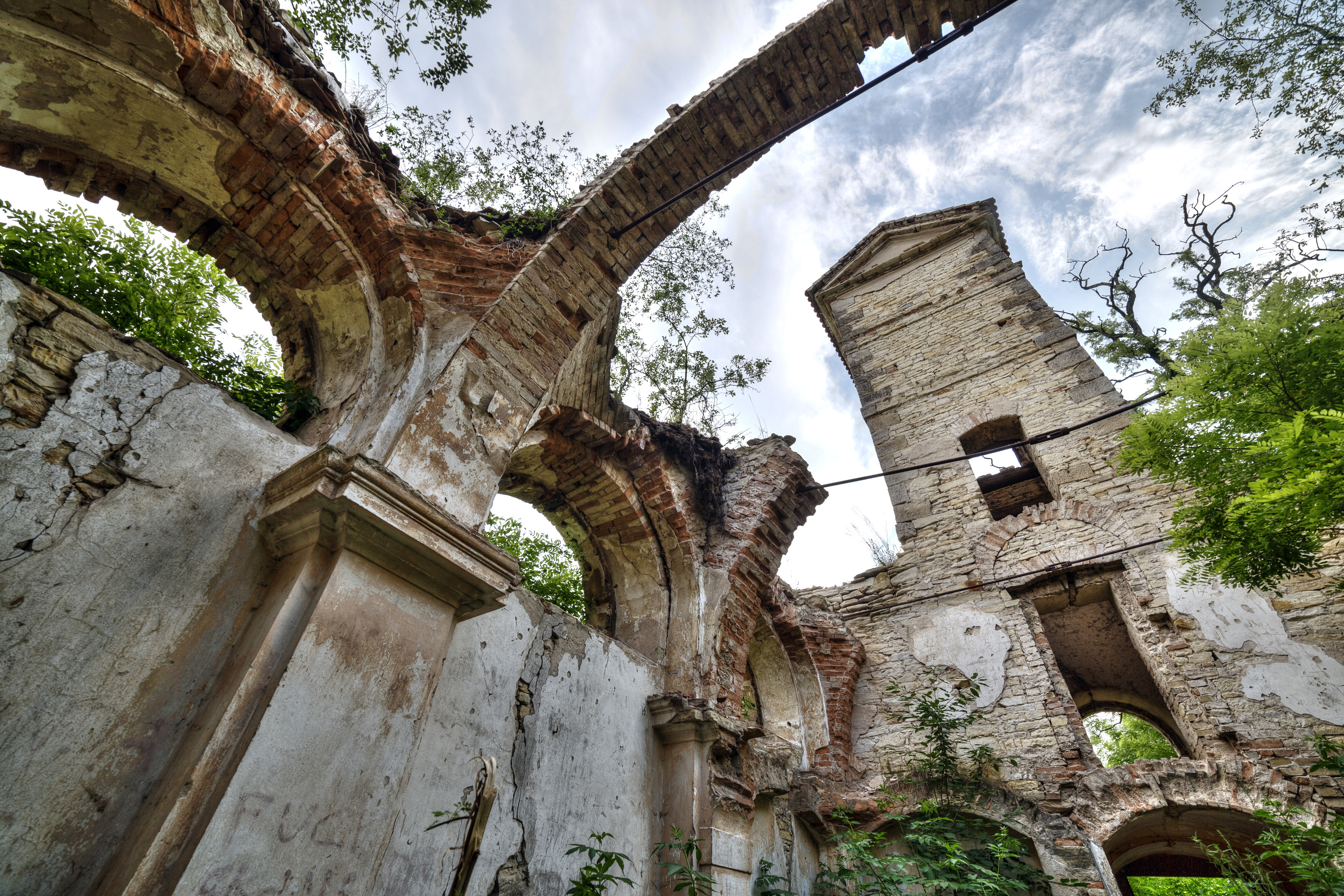
Interiér (2017)